# Dlaczego ty nie – tak ale
Dlaczego ty nie – tak ale to jedna z podstawowych gier omawianych w analizie transakcyjnej.
Teza
Na poziomie społecznym są to racjonalnie prowadzone rozmowy, między dwoma lub więcej Dorosłymi, natomiast na poziomie psychologicznym są to transakcje między przekonującym do rozwiązania sytuacji (Dlaczego ty nie) Rodzicem i uciekającym od rozwiązania (Tak, ale...) Dzieckiem. Teza w tego typu grze z punktu widzenia agensa brzmi: Sprawdźmy, czy znajdziesz rozwiązanie, w którym nie znajdę błędu. 
W tej grze Dziecko wygrywa i otrzymuje psychologiczną wypłatę, gdy wszyscy Rodzice okażą się niekompetentni i nie wskażą rozwiązania problemu je nurtującego.
Antyteza
W praktyce pacjentowi aby przestał grać, zadaje się pytanie w rodzaju: To trudny problem, a co ty zamierzasz z tym zrobić?
Cel
Uspokojenie – nikt nie zna rozwiązania.
Role
Osoba bezradna (agens), Doradcy
Paradygmat transakcyjny
- poziom społeczny: Dorosły – Dorosły
- poziom psychologiczny: Rodzic – Dziecko

Posunięcia
- (I) Przedstawienie problemu – Propozycja rozwiązania (II) Sprzeciw – Propozycja rozwiązania (III) Sprzeciw – Wzburzenie

Odmiany gry
- Spróbuj mi tylko coś zrobić

Gry komplementarne
- Ja tylko próbuję ci pomóc